# Dansbandskampen 2008
Dansbandskampen 2008 var den första säsongen av TV-programmet Dansbandskampen som sändes i Sveriges Television. Första programmet sändes den 18 oktober klockan 20.00 och därefter varje vecka fram till den 20 december med uppehåll för Lilla Melodifestivalen den 29 november . 
26 dansband från hela Sverige möttes i Svenska hem Arena, Strängnäs.
Det var en "herre på täppan"-tävling som pågick under nio lördagar. Deltävlingarna startade med att fem band tävlade, och de två band som fått flest tittarröster gick vidare till nästa lördag. Där väntade tre nya band på att ta upp kampen om titeln Sveriges bästa dansband.
Under det nionde och sista programmet var det final som vanns av Larz-Kristerz.
I finalen fick de som gick vidare spela en, då nyskriven, egenproducerad låt och Scotts och Larz-Kristerz (som var de två band som var sist kvar i tävlingen) fick båda spela varsin version av Inget stoppar oss nu.
Scotts och Larz-Kristerz var de två populäraste banden under hela tävlingen och dessa två band gick hela tiden vidare vecka efter vecka tills de båda slutligen var med i finalen.

## Deltagande band[2]

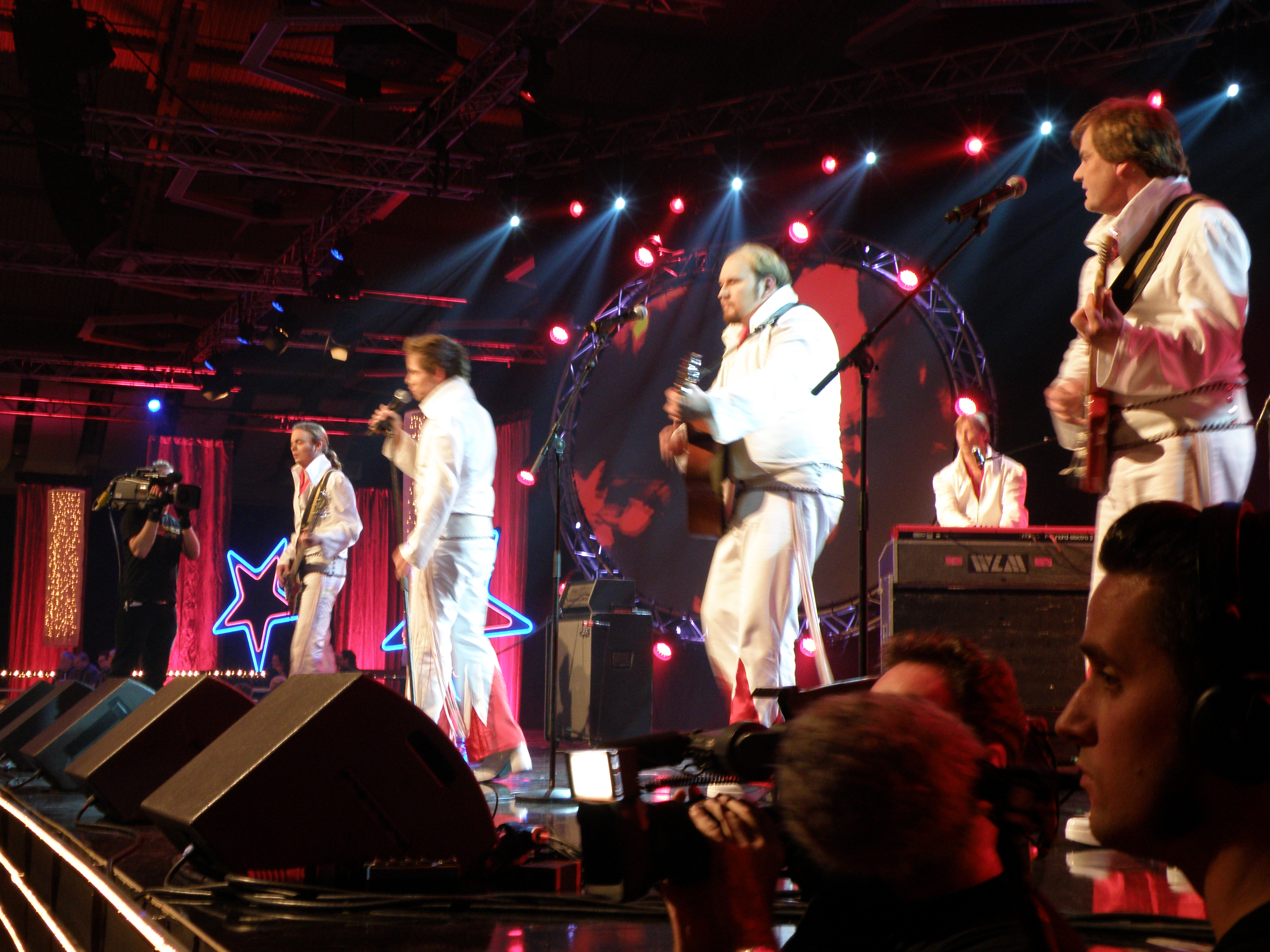
Larz-Kristerz framför låten Corrine, Corrina.

Den 23 september 2008 meddelades vilka som skulle medverka i tävlingen, och när respektive band skulle komma in i tävlingen. Fem band medverkar i varje deltävling, och endast två går vidare. Dessa två får nästa vecka möta tre "färska" band, som därmed har större chans att ta sig långt i tävlingen, eftersom det inte är lika många steg från den sista deltävlingen, den 13 december, till finalen den 20 december.
I programmet som sändes 13 december annonserades ytterligare en finalplats ut som "tittarnas joker" där tittarna kunde rösta fram vem som skulle få denna på Sveriges Televisions webbplats. Omröstningen vanns av Jannez.

### Deltävling 1
Sändes den 18 oktober 2008
- Bengt Hennings
- Dollies (tolkade 9 to 5 (Dolly Parton-låt) och Byns enda blondin (sång))
- Kändiz orkester
- Scotts
- Kalas (tolkade Apologize och 100%)

### Deltävling 2
Sändes den 25 oktober 2008
- Date
- Larz-Kristerz
- Susann Nordströms orkester  (tolkade I Want to Break Free och Till min kära)
- Bengt Hennings, (vidare från deltävling 1)
- Scotts, (vidare från deltävling 1)

### Deltävling 3
Sändes den 1 november 2008
- Highlights
- Mickeys
- Yvonne och Quick Pick's
- Larz-Kristerz, (vidare från deltävling 2)
- Scotts, (vidare från deltävling 2)

### Deltävling 4
Sändes den 8 november 2008
- Glennartz
- Good Timers
- Sandins
- Larz-Kristerz, (vidare från deltävling 3)
- Scotts, (vidare från deltävling 3)

### Deltävling 5
Sändes den 15 november 2008
- CC & Lee
- Nizeguys
- Nova
- Larz-Kristerz, (vidare från deltävling 4)
- Scotts, (vidare från deltävling 4)

### Deltävling 6
Sändes den 22 november 2008
- Face-84
- Jannez
- Martinez (tolkade  "Dancing in the Street" och "Miss Decibel"[4])
- Larz-Kristerz, (vidare från deltävling 5)
- Scotts, (vidare från deltävling 5)

### Deltävling 7
Sändes den 6 december 2008
- Jonas Näslund & Jive
- Shake
- Zlips
- Larz-Kristerz, (vidare från deltävling 6)
- Scotts, (vidare från deltävling 6)

### Deltävling 8
Sändes den 13 december 2008
- Jenny Saléns (tolkade The Best och Kom hem)
- Kindbergs
- Wahlströms
- Larz-Kristerz, (vidare från deltävling 7)
- Scotts, (vidare från deltävling 7)

### Finalen
Sändes den 20 december 2008
- Shake
- Bengt Hennings
- CC & Lee
- Larz-Kristerz, (vidare från deltävling 8)
- Scotts, (vidare från deltävling 8)
- Jannez, (framröstad av tittarna genom omröstning via hemsidan)